# Hitman2: Silent Assassin
『Hitman2: Silent Assassin』（ヒットマン2：サイレントアサシン）は、IO Interactiveより2002年に発売されたステルス性重視のサードパーソン・シューティングゲームである。『Hitman: Codename 47』の続編でHITMANシリーズの第2作目。販売はアイドスが担当し、ウィンドウズ（PC版）、プレイステーション2、Xbox、ニンテンドー ゲームキューブでリリースされた。商業的に成功を収め、2009年4月23日時点で370万本以上を売り上げた。また、2013年1月には『Hitman HD Trilogy』として、続編の『Hitman: Contracts』『Hitman: Blood Money』と同梱されたHDリマスターバージョンがXbox 360とプレイステーション3で発売されている。Windows版はSteamのオンライン配信サービスでも再販された。
日本では2003年1月31日にPC日本語版がツクダシナジーより発売され、7月3日にはXbox版、11月6日にはプレイステーション2版がアイドスより発売された。なお、ニンテンドーゲームキューブ版は日本国内では未発売である。
プレーヤーは、秘密機関ICAに所属する暗殺者エージェント47を操作し、組織より依頼された暗殺任務を行っていく。任務の達成方法は複数用意されており、どのように達成するかがプレーヤーに委ねられている特徴がある。

## ゲーム内容
『Hitman2』は三人称視点のミッションベースのゲームであり、オプションで一人称視点に切り替えることも可能である。プレーヤーは、主人公の暗殺者「エージェント47」を操作し、各ステージの目標（標的の暗殺）の達成を目指す。本作の最大の特徴は、どのような方法でミッションをクリアするかがプレーヤーに委ねられている点であり、様々な手段が用意されている。銃撃戦など、アクション重視の攻撃的なアプローチも可能だが、飲み物に毒を入れるといったトラップを仕掛けて標的を誰にも知られずに暗殺することも可能である。ミッションの中には、そのステージ特有の暗殺手段が用意されている場合もある。
また、もう一つの特徴として変装システムがある。47はそのステージのNPCの服を見つけたり、あるいは奪うことで変装を行い、周囲に溶け込んだり、制限されたエリアにアクセスすることができる。これは疑惑度のシステムと連動しており、体力ゲージの横にあるバーが47に対するNPCからの疑惑の高さを示している。例えば、警備がされている警戒区域に通常の格好や一般人の服装をして入ろうとした場合、一気に疑惑ゲージが高まり、警察や警備員から攻撃を受けるが、警官や警備員の変装中であれば普通に出入りができる。あるいは、通常の格好でAK-47アサルトライフルを所持している場合も、それを発見されれば一気にゲージが上昇するが、ロシア兵に変装中であれば問題がない。ただし、変装中であってもその仲間の近くに長くいるとゲージが上昇し、変装がバレるということはある。他にも、走ったり、（梯子などを）登っているところを発見されてもゲージが上昇する。また、疑惑が高まって47の変装がバレた後は、その変装は無意味なものとなる。
ミッション完了後は、そのプレイスタイルに応じた評価システムがある。例えば銃器による正面突破で銃撃戦によって標的の殺害を行った場合、「鉄砲玉」や「拳銃無宿」という評価がつき、ステルスプレイだが標的以外も暗殺した場合は「ゴースト」や「ソシオパス」となる。最高称号は47の異名でもある「サイレントアサシン」であり、これは標的のみ殺害し、殺害場面や死体も発見されることなく、また一度も警備員などとトラブルにならなかった場合に獲得できる。また、サイレントアサシンを得た場合には、各ステージごとに固有のボーナスアイテムを報酬として獲得できる。この仕組みによって本作はプレーヤーに単純なシューティングゲームとしてプレイしないように奨励している。

## プロット
前作で生みの親であるオルトマイヤー博士を殺害した47は、その後も暗殺を仲介する国際的な秘密機関ICAに所属して殺し屋を続け、裏の世界では伝説の暗殺者と称されるまでになっていた。しかし、自身のあり方に疑問を持った47はICAと連絡を絶ち、裏社会より姿を消した。
47は、イタリア・シチリア島のヴィットーリオ神父の教会で、出自や来歴を隠して庭師として住み込み、自身の罪を懺悔する日々を送っていた。しかし、伝説の暗殺者である47が居ることを知った現地のマフィアであるジュリアーニが、身代金目的に神父を誘拐する。神父を助けるため、47は再びICAと連絡を取るが、その代償は再び殺し屋になることだった。ひとまず神父を助け出すため、長年の付き合いがあるICAのオペレーター、ダイアナ・バーンウッドの指示の下、47はジュリアーニの邸宅に潜入して彼を暗殺、神父が捕らえられている地下室に向かう。ところが、そこに神父の姿はなかった。ICAの人工衛星情報の分析から、神父は47が助け出す直前に、謎の男らに連れて行かれたと判明する。
引き続きICAが神父の行方を探索する一方で、47はその代償としてロシア、日本、マレーシア、アフガニスタン、そしてインドと世界中を周り、標的を暗殺していく。だが、実は一連の依頼の背後にはロシアンマフィアのセルゲイ・ザボロトコがおり、全ては彼が核弾頭を手に入れるためにICAに依頼を出していたものだった。ICAもセルゲイの存在に気がつき、その狙いの危険性から47に彼の暗殺依頼を出す。ICAや47のやり方を熟知するセルゲイは、偽情報で47をロシアにおびき寄せ、オルトマイヤーが作成した旧型クローンの17によって迎え撃たせようとするが失敗する。
セルゲイの行方を追うICAと47は、実は彼が神父を誘拐した相手であり、シチリアの教会へ逃げた情報を掴む。神父を人質に、多数の部下を配置して教会で待ち構えるセルゲイであったが、47は彼と彼の部下たちを全員殺害する。助け出され47の正体を知った神父は、暴力の道を捨てるように諭し、自らのロザリオを託す。しかし、47はロザリオを教会に残し、裏社会へと舞い戻る。

## 登場人物
ゲームは国際的な暗殺請負機関「ICA（The International Contract Agency）」に所属する暗殺者エージェント47を操作するという形で進む。

### 主要人物
エージェント47
かつて「組織」（ICA）に所属していた元暗殺者。サイレントアサシンの異名を持ち、今も裏社会で恐れられる。前作の後もICAの暗殺者として仕事を続け、伝説の暗殺者と謳われるまでになるが自身の在り方に疑問を持ち、ICA含め裏社会との関わりを一切絶つ。その後、シチリア島のヴィットーリオ神父の教会に来歴を隠して庭師として住み込み、贖罪の毎日を送っていた。
恩人であるヴィットーリオが誘拐されたことに端を発して再び暗殺者の道に戻ることを決意し、ブランク期間があったとは思わせないほど、その腕は全く衰えなく依頼を遂行していく。
ダイアナ・バーンウッド
「組織」所属の女性。エージェント47の専任オペレーター（ハンドラー）。ヴィットーリオを助けたい47から連絡を受け、彼の復帰を喜ぶ。基本的に47が連絡を取るのは彼女のみであるが、今回は一時クレアという別のオペレーターが出てくる場面もある。
エージェント・スミス
CIAの諜報部員。基本的にいつも任務で失敗し、どこかに拘束されている。本作は比較的登場が多く、まずロシアにおいて正体がばれロシア軍に拘束されている。その後はインドにて再登場し、やはり敵に正体がばれ、暗殺者に身柄を狙われている。
メイ・リン
前作において赤龍会が所有する売春宿から助けてやったはずだが、何故かハヤモトの情婦になっている。前作同様にここから助けて出して欲しいと交換条件を持ち掛けるが、前作とは違い先に協力してくれる。また、助けなくてもクリア後の成績には影響しない。
ヴィットーリオ
イタリア・シチリア島の教会の神父。庭師として雇った47の善性を信じており、彼からは恩人であり友人として慕われていたが、シチリアマフィアに誘拐されてしまう。
救出された後、裏社会に戻る47にロザリオを託したが、47がこれを持っていくことは無かった。

### 敵
セルゲイ・ザボロトコ
ロシアマフィアのボス。ロシア軍の将軍とも深い繋がりを持つ。核兵器を手に入れる計画のため、「組織」に依頼して47を利用していた。しかし、47に勘付かれ逆に追い詰められることとなる。
傍らにいる黒スーツの男から様々な助言をされる。
謎の男
黒スーツを着ており、セルゲイに助言をする人物。ルーマニアの精神病院（オルトマイヤーの実験施設）をセルゲイと訪れ、そこで47の存在を彼に教える。セルゲイ自身は47の存在を信じていなかったが、監視カメラのビデオを見て信じるようになる。
作品の中では彼の素性は明示されておらず、以後の作品にも登場していない。
17
47の前に創り出された「旧型」のクローン。47と同様、裏世界で活躍する。
初登場時は、インドのカルト教団に雇われ、核兵器の強奪を行う。経緯は不明だが、最終的にはセルゲイの部下となっており、セルゲイ暗殺のために再びロシアへやってきた47を迎え撃つ。
ジュゼッペ・ジュリアーニ
シチリア最大にして最古のマフィアのドン。武装した部下達が警備している豪邸に家族と共に暮らしている。彼が神父を拉致したことが、47が暗殺者としての道を再び歩む切っ掛けとなる。
マサヒロ・ハヤモト（早元昌弘）
ジャパニーズ・マフィア（ヤクザ）のボスで武器商人。ナイトビジョンを着けサブマシンガンや日本刀で武装した忍者集団を護衛として従えており、自身も刀を武器にしている。暗殺を恐れているため、近年では全く姿を見せず、中部地方のとある山奥の城に住んでいる。核兵器に関わる武器売買でセルゲイと関わりがあったため、セルゲイにより暗殺依頼される。
同じくヤクザである息子がいるが、名前は不明（ゲーム中ではハヤモト Jrと表示されている）。
チャーリー・シジャン
ハッカー。表向きにはコンピュータシステム会社・カニウェアズ社の経営者であり、本社ビルのペトロナスツインタワー地下に引き篭もっている。セルゲイの依頼で米軍の認証コードをハッキングしたが、コードをインドのカルト教団に渡したために暗殺依頼される。自身の顔を隠し通しており、双子の兄弟がいることも一切知られていなかった。
双子の兄弟はペトロナスツインタワー上階で女遊びに耽っており、こちらも暗殺対象になる。
アブドゥル・ビスミラ・マリク
アフガニスタン東部の領主であり、テロ組織を率いている。核兵器を所持しており、それをセルゲイが奪い取るために暗殺依頼される。
ディワナ・ジー
インドを中心とするカルト教団の教祖。セルゲイの顧客だったが、裏切って認証コードとマリクの核兵器を強奪したために、暗殺対象となる。

## 開発
初作『Hitman』に対して批評家たちが指摘した主な問題点の1つは、プレーヤーに対して不親切な造りで多くのユーザーが寄り付きにくいというものであった。こうした問題点の指摘にもかかわらず、ゲームの根本的な技術やゲーム内容に関しては期待が持たれていた。ゲームのAIは改善され、プレーヤーに要求される水準は下がり、より焦点を絞ったものになった。敵を静かに排除するためのクロロホルムや、音を立てず殺せるクロスボウなどのアイテムも追加された。
2001年12月、本作の改善点を知ったPC Gamer誌は「Hitman2は前作に期待されていたものをすべて備えているはずだ。それは私たちが非常に高く希望していたものを叶えている」と評した。

## 評価
レビュー集計サイトの「Metacritic」では「概ね肯定的」の評価を受けている。GameSpotは8.6/10のスコアを与え、「前作の問題点を事実上すべて修正している」とし、依然として「傑出した」ゲームであると述べている。エレクトロニック・ゲーミング・マンスリーはニンテンドーゲームキューブ版に関して7/8/8.5のスコアをつけた。最初のレビューアは、NPCのAIやミッションの指示に関しては批判する一方で「数ある可能性を超えて決定的な一撃を加えるたびに、私はHitman2を非常に楽しめた」と評した。3人目のレビューアは、「我慢強いプレーヤーに報いる魅力的なアドベンチャータイトルである」とまとめている
。
本作は2009年4月23日時点で370万本以上の販売を達成した。Next Generation誌によれば2006年7月までにプレイステーション2版はアメリカで110万本を販売し、3900万ドルを売り上げた。これによって2000年1月から2006年7月までに販売されたプレイステーション2、Xbox、ゲームキューブ向けゲームのアメリカ国内売上ランキング中において47位だったとしている。本作のPC版とXbox版は、イギリスで1バージョンで10万本以上の売上を達成した記念に贈られるELSPAの「銀賞」を受賞している。また、ELSPAからはプレイステーション2版の販売本数が30万本以上であることを示す「プラチナ賞」も贈られている。
本作はComputer Gaming World誌上での2002年のゲーム・オブ・ザ・イヤーのアクションゲーム部門でノミネートされた（最終的に優勝したのは『メダル・オブ・オナー アライドアサルト』）。編集者は「Hitman2は前作を大きく改善したものであり、それはこのジャンルにおいて昨年度の最高のゲームの一つであった」と書いている。

## 論争
本作の初期リリース時にはシク教の聖地ハリマンディル・サーヒブで、シク教徒を暗殺するステージがあった。しかし、これは1984年に同地にて数百人のシク教徒が虐殺された事件（ブルースター作戦）を想起させ、物議を醸した。これを受けて、販売元のEidosはMicrosoft Windows版とGameCube版から、このステージを削除した。